# Daohugou-Schichten
Die Daohugou-Schichten (chinesisch 道虎沟化石层, Pinyin Dàohǔgōu huàshícéng) sind eine sehr fossilreiche sedimentäre Abfolge im Nordosten der Volksrepublik China südlich von Chifeng; sie wurden benannt nach dem Dorf Daohugou der Gemeinde Shantou (山头乡) im Kreis Ningcheng am südöstlichen Rand des Ningcheng-Beckens (宁城盆地). Die Schichten bestehen im Wesentlichen aus grauen, feingeschichteten sandigen Tonsteinen, in die tuffhaltige Lagen zwischengeschaltet sind; die Ablagerung erfolgte in Binnenseen wahrscheinlich während des Zeitraums oberer Dogger bis unterer Malm, das heißt in der Zeitspanne 168 - 152 Ma BP (Bathonium – Kimmeridgium).

## Fossilinhalt
Die Daohugou-Schichten enthalten gut erhaltene Versteinerungen von Dinosauriern, Flugsauriern, Salamandern, Insekten und anderen Invertebraten, sowie pflanzliche Überreste von Koniferen, Ginkgos, Palmfarnen, Schachtelhalmen und Farnen – ja selbst der erste bekannte Gleitsäuger Volaticotherium und das im Wasser lebende urtümliche Säugetier Castorocauda wurden hier entdeckt. Alle diese Organismen bilden zusammen die Daohugou Biota (道虎沟生物群,  Dàohǔgōu shēngwù qún), ein für den Jura spezifisches Ökosystem Nordostasiens. Der Tuffgehalt einzelner Schichten lässt auf eine Vulkangegend schließen, in der bei Vulkanausbrüchen zum Teil recht heftige Aschenregen herniedergingen. Die damalige Landschaft dürfte wahrscheinlich von Bergbächen und tiefen Seen geprägt worden sein, umrahmt von Gymnospermenwäldern. Früher wurde angenommen, dass die Daohugou-Biota eine Frühform der Jehol-Biota darstellen; neuere Untersuchungen haben aber gezeigt, dass die beiden Biota voneinander verschieden sind.

## Stratigraphie
Die Daohugou-Schichten haben einen teils recht komplizierten geologischen Aufbau, sie sind verfaltet und durch vulkanische Tätigkeit in ihrem Schichtverband gestört. Laut Liu u. a. (2006) treten die Daohugou-Biota aber nicht nur in den Daohugou-Schichten, sondern auch in der Tiaojishan- und in der Lanqi-Formation auf. Außerdem konnten sie zeigen, dass die Jiulongshan-Formation älter ist (Dogger) und die Tuchengzi-Formation (土城子組,  Tǔchéngzǐ zǔ) jünger (Malm). Im Jahr 2006 veröffentlichte Geländeuntersuchungen veranschaulichten die weiträumige Ausdehnung der Schichten – vom westlichen Liaoning bis hin zum Kreis von Nincheng in der Inneren Mongolei (Nei Mongol, Nèi Měnggǔ).

## Datierung
Das genaue Alter der Daohugou-Schichten ist nach wie vor umstritten. Es wurden bereits mehrere unterschiedliche Datierungsmethoden angewandt, die jedoch zu sehr widersprüchlichen Ergebnissen führten. So wurde den Fossilien ein Alter zuerkannt, das vom Dogger bis in die Unterkreide reicht (Zeitspanne 169 - 122 Ma BP).

### Wissenschaftliche Altersbestimmungen
In ihrer Arbeit aus dem Jahr 2004 fanden He u. a. für die Daohugou-Schichten ein unterkretazisches Alter, nur einige Millionen Jahre älter als die überlagernde Yixian-Formation mit den Jehol-Biota. Ausgangspunkt hierbei war die radiometrische Altersbestimmung einer Tufflage in den Daohugou-Schichten. Eine darauf folgende Arbeit von Gao & Ren bestritt dieses Ergebnis wegen ihrer Meinung nach fehlerhafter Arbeitsweise. Sie befürworten vielmehr ein (mittels Leitfossilien) biostratigraphisch bestimmtes Alter aus dem mittleren Jura.

Eine im Jahr 2006 von Wang u. a. veröffentlichte Studie kam zu dem Ergebnis, dass die Tiaojishan-Formation ein Alter von 164 -159 Ma BP besitzt (Callovium – Oxfordium) und die Daohugou-Schichten unter- und nicht überlagert. Im Gegensatz zu der früheren Studie von Gao und Ren erkannten sie eine weitgehende Übereinstimmung im Fossilgehalt der Daohugou-Schichten mit dem der Yixian-Formation:
" Vertebraten wie z. B. Liaoxitriton, Jeholopterus und gefiederte Manoraptoria zeigen eine große Ähnlichkeit mit ihren Artgenossen aus der Yixian-Formation. Trotz des Fehlens von Lycoptera - eine die Jehol-Gruppe kennzeichnende Fischgattung - sind die Vertebraten der Daohugou-Schichten in ihrer Zusammensetzung am ehesten mit den Biota der unterkretazischen Jehol-Gruppe vergleichbar."
Wang u. a. folgerten daraus, dass die Daohugou-Biota wahrscheinlich ein sehr frühes Entwicklungsstadium der Jehol-Biota darstellen und daher "wie die Yixian-Formation aus der Jehol-Gruppe zum selben vulkanosedimentären Zyklus zu rechnen sind". Noch im gleichen Jahr publizierten Liu u. a. ihre Datierungen der Daohugou-Schichten, die mittels der U-Pb Methode vorgenommen worden waren; untersucht wurde hierbei ein in vulkanische Ablagerungen eingebetteter Leitfossilhorizont mit Salamandern. Liu u. a. fanden für die beiden vulkanogenen Lagen ein Alter von 164 bzw. 158 Ma BP (Callovium bzw. Oxfordium).

## Die Daohugou Biota
Die Wälder der Daohugou-Biota wuchsen unter feuchtwarmen bis feuchtgemäßigten klimatischen Bedingungen und wurden von Nacktsamern dominiert. Darunter fanden sich aber auch Ginkgophyta wie z. B. Ginkoites, Ginkgo, Baiera, Czekanowskia und Phoenicopsis. Die Koniferen waren mit Pityophyllum, Rhipidiocladus, Elatocladus, Schizolepis und Podozamites vertreten. Außerdem gediehen Bärlapppflanzen wie Lycopodites und Sellaginellities, Schachtelhalme (Equisetopsida) mit Equisetum, Palmfarne wie z. B. Anomozamites und Farne (Filicopsida) wie Todites und Coniopteris.

## Fauna
Amphibien
- Liaoxitriton

Dinosaurier
- Epidendrosaurus/Scansoriopteryx?
- Pedopenna

Flugsaurier
- Jeholopterus
- Pterorhynchus

Insekten
- Ephemeroptera
  - Mesoneta
- Odonata
- Plecoptera
- Blattodea
- Orthoptera
- Heteroptera
- Homoptera
- Neuroptera
- Coleoptera
- Hymenoptera
- Diptera

Mammaliaformes
- Castorocauda lutrasimilis

Säugetiere
- Volaticotherium antiquum